# (11285) 1990 QU3
(11285) 1990 QU3 là một tiểu hành tinh vành đai chính. Nó được Henry E. Holt phát hiện ra ở Đài thiên văn Palomar tại Quận San Diego, California, ngày 22 tháng 8 năm 1990.